# Анатал
Анатал (њем. Ahnatal) општина је у њемачкој савезној држави Хесен. Једно је од 29 општинских средишта округа Касел. Према процјени из 2010. у општини је живјело 8.015 становника. Посједује регионалну шифру (AGS) 6633001.

## Географија
Анатал се налази у савезној држави Хесен у округу Касел. Општина се налази на надморској висини од 265 метара. Површина општине износи 18,0 km².

## Становништво
У самом мјесту је, према процјени из 2010. године, живјело 8.015 становника. Просјечна густина становништва износи 445 становника/km².

## Међународна сарадња
| Мјесто      | Држава    | Врста сарадње | Од    |
| ----------- | --------- | ------------- | ----- |
|             | Француска | пријатељство  | 1990. |
| Крумнусбаум | Аустрија  | партнерство   | 1996. |
| Извор       |           |               |       |